# Aliaxandra Konshyna
Aliaxandra Konshyna (14 de agosto de 2001) es una deportista de Bielorrusia que compite en atletismo. Ganó una medalla de oro en el Campeonato Europeo de Atletismo Sub-23 de 2021, en la prueba de lanzamiento de jabalina.